# Soll und Haben
Soll und Haben è un film muto del 1924 scritto e diretto da Carl Wilhelm.

## Produzione
Il film fu prodotto dalla Carwil-Film GmbH.

## Distribuzione
Distribuito dalla Terra-Film, il film fu presentato in prima a Berlino il 10 ottobre 1924.